# Desastres em 2021
Esta página lista os fatos e referências dos desastres que aconteceram durante o ano de 2021.

## Janeiro
- 6 de janeiro - Apoiadores de Donald Trump invadem o congresso dos Estados Unidos.[1]
- 9 de janeiro - Boeing 737-500 da Sriwijaya Air cai após decolagem de Jakarta, Indonésia matando todas as 62 pessoas a bordo.
- 14 de janeiro - Uma crise sanitária se instala nos hospitais do estado brasileiro do Amazonas, por conta da falta de cilindros de oxigênio para pacientes com COVID-19.[2]
- 20 de janeiro - Uma explosão em um prédio na Calle de Toledo, em Madri, Espanha, causou o colapso parcial do edifício,[3] matando quatro pessoas e feriu outras dez.[4]
- 24 de janeiro - Queda de avião de pequeno porte com parte da delegação do Palmas Futebol e Regatas logo após a decolagem, quatro jogadores, o presidente da agremiação e o piloto da aeronave morreram;[5]
- 26 de janeiro - Contabilizam-se mais de 100 000 000 de pessoas infectadas pelo COVID-19 no mundo, com 2,157 mil mortes no mundo confirmadas.[6]

## Fevereiro
- 13 de fevereiro - Uma tempestade de inverno atinge a região do Texas, nos Estados Unidos e mata pelo menos 70 pessoas e causa mais de 9,7 milhões de cortes de energia.[7]
- 26 de fevereiro - Mais de 300 estudantes são sequestradas de uma escola em Zamfara, na Nigéria. Entre os dias 27 de fevereiro e 2 de março, todas elas foram libertadas.[8][9]

## Março
- 2 de março - Acidente do Let L-410 da South Supreme Airlines, que caiu imediatamente após a decolagem, matando 10 pessoas.[10]
- 4 de março - Acidente do Eurocopter AS532 da Força Aérea Turca deixa 11 militares mortos.[11]
- 23 de março - O Ever Given, um navio porta-contêineres, encalha no Canal de Suez, causando um congestionamento naval, e, consequentemente, uma interrupção significativa do comércio global.[12]

## Abril
- 2 de abril - A Rússia adverte a OTAN contra o envio de tropas para ajudar a Ucrânia, em meio a relatos de um grande aumento militar russo em suas fronteiras.[13]
- 4 de abril - Pelo menos 167 pessoas morrem na Indonésia e 42 pessoas em Timor-Leste morrem depois do Ciclone Seroja ter atingido a ilha de Timor.[14]
- 21 de abril - Data declarada do desaparecimento do KRI Nanggala (402), um submarino da Força Naval-Militar Nacional Indonésia, matando 53 tripulantes.[15]
- 24 de abril - Um Incêndio no hospital Ibn al-Khatib em Bagdá, Iraque, deixou pelo menos 82 pessoas mortas e 110 feridas.[16][17][18][19] O incêndio foi iniciado pela explosão dos tanques de oxigênio destinados aos pacientes com COVID-19.[20][19]
- 30 de abril - Pisoteamento no Monte Meron, em Israel, deixa pelo menos 45 mortos e mais de uma centena de feridos.[21]

## Maio
- 3 de maio - Acidente do Metrô na linha 12 do Metrô da Cidade do México. Um trecho elevado desabou entre as estações Olivos e Tezonco, causando o descarrilamento de um trem.[22][23][24][25] Pelo menos 26 pessoas morreram e cerca de 70 ficaram feridas.[26]
- 3 de maio - Ataque de Kodyel, militantes islamistas atacaram uma aldeia em Foutouri, Burkina Faso.[27] O ataque terrorista deixou pelo menos 30 pessoas mortas e outras 20 feridas.[28]
- 3 de maio - Desabamento de trecho elevado do Metrô da Cidade do México deixa pelo menos 23 pessoas mortas e cerca de 70 feridas.[29]
- 4 de maio - Jovem de 18 anos assassina três crianças e dois adultos em escola no município brasileiro de Saudades, no estado de Santa Catarina.[30]
- 4 de maio - Uma chacina na favela do jacarezinho, no Rio de Janeiro, deixou 29 mortos e duas pessoas baleadas.[31]
- 8 de maio - Atentado à escola em Cabul, no Afeganistão,[32] deixa pelo menos 85 pessoas mortas e outras 147 feridas.[33][34][35][36][37][38] A maioria das vítimas eram meninas entre 11 e 15 anos.[39][40]
- 11 de maio - Atentado à escola em Cazã, Tartaristão, na Rússia. Pelo menos 9 pessoas morreram.[41][42][43]
- 11 de maio - Israel atinge a Faixa de Gaza com ataques aéreos, enquanto o Hamas dispara foguetes contra o território israelense.[44]
- 15 de maio - A luta entre forças israelenses e o Hamas continua a aumentar; Um arranha-céu em Gaza, ocupado pela Associated Press, Al Jazeera e outros meios de comunicação, é destruído por um ataque aéreo israelense.[45]
- 20 de maio - Após pressão internacional e um saldo de quase 250 mortes, Israel adere a um acordo de cessar-fogo para encerrar o conflito com militantes palestinos em Gaza.[46]
- 23 de maio - Queda de teleférico perto do Lago Maior, Itália, mata 14 pessoas.[47]
- 29 de maio - Acidente do Cessna Citation no Tennessee, nos Estados Unidos. Todos os sete ocupantes morreram, incluindo o ator americano Joe Lara.[48][49]

## Junho
- 4 de junho - Massacres de Solhan e Tadaryat, no contexto da insurreição jihadista no Burkina Faso, insurgentes atacaram as aldeias Solhan e Tadaryat na província de Yagha em Burkina Faso e deixaram pelo menos 174 mortos.[50]
- 8 de junho - Começam as buscas pelo serial killer Lázaro Barbosa, que matou uma família na área rural de Ceilândia no Distrito Federal. A força tarefa reuniu cerca de 200 homens da Polícia Civil, Policial Militar, Polícia Rodoviária Federal e o Corpo de Bombeiros e ganhou repercussão nacional, com fim na morte de Barbosa no dia 28 de junho.[51]
- 19 de junho - O Brasil registra a marca de 500 000 mortos decorrente da pandemia de Covid-19.
- 19 de junho - Acidente do Let L-410 próximo à Tanay Airfield, Rússia, onde morreram 7 pessoas.
- 24 de junho - Queda de parte de um prédio em Surfside, na cidade de Miami, nos Estados Unidos, sofre colapso e deixa ao menos 98 mortos.[52] Outras onze ficaram feridas como resultado do desabamento.[53][54][55][56][57][58][59]

## Julho
- 1 de julho - Parte de um prédio em construção em Washington, D.C., capital estadunidense, desabou, tendo apenas cinco feridos.[60]
- 4 de julho - Acidente do C-130 da Força Aérea Filipina, em Sulu, nas Filipinas, deixa 50 mortos e 46 feridos.[61]
- 9 de julho - O Furacão Elsa um ciclone tropical do Atlântico se tornou uma depressão tropical e se fortaleceu como a tempestade tropical Elsa, pouco menos de seis horas depois.[62] 13 pessoas morreram e US$1.2 bilhão de prejuízos.[63]
- 9 de julho - Uma onda de protestos após a prisão do ex-presidente da África do Sul, Jacob Zuma, deixam ao menos 70 mortos e centenas de presos.[64]
- 11 de julho - Cubanos iniciam uma série de protestos contra o regime comunista, a maior em 30 anos.[65]
- 14 de julho - Um Incêndio na Secretaria de Segurança Pública do Rio Grande do Sul, teve como consequência o desmoronamento da parte superior do prédio, posteriormente implodido devido aos danos em sua estrutura.[66][67][68][69]
- 17 de julho - Enchentes de Honã, com precipitação máxima recorde[71] de 201.9 mm (7.95 in) em uma hora foi observada em Zhengzhou, a capital da província.[72] Em 2 de agosto de 2021, as autoridades provinciais relataram que 302 pessoas morreram, com mais 50 desaparecidos,[73][74] 815.000 pessoas foram evacuadas, 1,1 milhão foram realocadas e 9,3 milhões de pessoas foram afetadas.[73] As inundações tornaram-se mais prováveis devido ao aumento das condições meteorológicas extremas causadas pelas mudanças climáticas na China.[75][76][77][78]
- 29 de julho - Ocorre um terremoto de magnitude 8.2 com epicentro na Península do Alasca.[79]

## Agosto
- 14 de agosto - Um terremoto de 7.2 graus na Escala Richter atinge o Haiti, deixando 2.189 mortos.[80]
- 15 de agosto - O governo central do Afeganistão entra em colapso após a capital Cabul ser conquistada por militantes do Talibã.[81]
- 26 de agosto - Atentado terrorista no aeroporto de Cabul, capital do Afeganistão, deixa 170 afegãos e 13 militares americanos mortos e pelo menos 200 feridos.[82]
- 31 de agosto - É declarado o fim da guerra do Afeganistão, tendo a retirada das tropas americanas no país depois de 20 anos de intervenção, o Talibã retomando o controle do governo afegão e anunciando o Emirado Islâmico do Afeganistão.

## Setembro
- 1 de setembro - o Furacão Ida, o segundo mais custoso e intenso furacão a atingir o estado da Luisiana, com 107 mortes e US$75.3 bilhões de prejuízos. Das 107 mortes atribuídas a Ida, 87 são dos Estados Unidos e 20 da Venezuela.[83][84][85][86] Houve também um número notável de hospitalizações e mortes na área da Grande Nova Orleães como resultado de envenenamento por monóxido de carbono enquanto se utilizavam geradores a gasolina portáteis com ventilação inadequada,[87][88] incluindo três numa família de quatro pessoas em Marrero, Louisiana.[89][90]
- 3 de setembro - Ataque terrorista em um supermercado ocorre na cidade de Auckland, na Nova Zelândia, ferindo 6 pessoas e ocasionando a morte do perpetrador.[91]
- 5 de setembro - Ataque de um ex-militar americano acaba em 4 mortes em Lakeland na Flórida, nos Estados Unidos.[92]
- 6 de setembro - Um golpe de Estado na Guiné remove o presidente Alpha Condé do poder e instaura uma ditadura militar, liderada pelo tenente-coronel Mamady Doumbouya.[93]
- 14 de setembro - Acidente do Beechcraft King Air em Piracicaba com 7 mortos no total.[94][95][96][97]
- 19 de setembro - Vulcão Cumbre Vieja entra em erupção na ilha de La Palma, nas Ilhas Canárias, ocasionando a destruição de casas e expelindo poeira incandescente após explosões violentas.
- 29 de setembro - Rebelião em um presídio de Guaiaquil, Equador, deixa ao menos 118 mortos e 52 feridos.

## Outubro
- 8 de outubro - Atentado terrorista em uma mesquita na cidade de Kanduz, no Afeganistão, resulta em 66 mortes e mais de 100 feridos. O Estado Islâmico assumiu a autoria do ataque.[98]
- 14 de outubro - Um Incêndio da torre de Kaohsiung, um prédio de 13 andares, em Kaohsiung, sudoeste de Taiwan. Pelo menos 46 pessoas morreram e 41 outras ficaram feridas.[99]
- 25 de outubro - Militares sudaneses lançam um golpe contra o governo. O primeiro-ministro Abdalla Hamdok é colocado em prisão domiciliar, o presidente Abdel Fattah Al-Burhan declara estado de emergência e anuncia a dissolução do governo.[100]

## Novembro
- 5 de novembro - Pisoteamento no Astroworld Festival, um esmagamento da multidão durante a primeira noite do Astroworld Festival, um evento musical em Houston, Texas, Estados Unidos, operado pelo rapper americano Travis Scott.[101][102] Nove pessoas morreram como resultado.[103][104][105][106] Outros 25 foram hospitalizados e mais de 300 pessoas foram tratadas por ferimentos no hospital de campanha do festival.[107][108]
- 5 de novembro - Uma explosão de caminhão-tanque em Freetown, Serra Leoa, matou pelo menos 99 pessoas e feriu mais de 100.[109][110]
- 5 de novembro - Acidente aéreo na zona rural de Piedade de Caratinga, interior de Minas Gerais, mata a cantora e compositora Marília Mendonça e mais quatro pessoas.[111]
- 10 de novembro - Depressão profunda BOB 05, um ciclone tropical mortal na Índia e no Sri Lanka e associada as monções, deixou 41 mortos.
- 15 de novembro - Rússia destrói o satélite Kosmos 1408 durante o teste de uma arma antissatélite, cujos detritos espaciais levam à tripulação da Expedição 66 a abrigar-se nos módulos de retorno à Terra.[112]
- 25 de novembro - O Desastre da mina Listvyazhnaya, em Kemerovo Oblast, na Rússia. A fumaça de um incêndio em um duto de ventilação asfixiou mais de 40 mineiros.[113] Uma tentativa fracassada de resgatar os mineiros presos resultou na morte de pelo menos cinco equipes de resgate quando a mina explodiu.[114]
- 26 de novembro - A OMS detecta a variante B.1.1.529, designada como Ômicron, na África do Sul.[115]
- 28 de novembro - Um Sismo do Peru, de magnitude 7.5 Mw a leste de Santa María de Nieva no departamento de Amazonas.[116][117]

## Dezembro
- 3 de dezembro - Massacre no Mali, homens armados não identificados atacaram e dispararam contra um ônibus em Mopti, no centro do Mali, matando 31 civis. O ônibus estava ocupado principalmente por mulheres que viajavam de Songo-Doubacore para um mercado em Bandiagara.[118]
- 4 de dezembro - A Erupção do Monte Semeru na ilha indonésia de Java[119][120] danificaram pelo menos 2 970 casas e diversos edifícios. Pelo menos 57 pessoas morreram[121] e 104 ficaram feridas, enquanto pelo menos 23 desapareceram.[122][123]
- 7 de dezembro - Fortes chuvas causam inundações em municípios do Sul da Bahia e Minas Gerais, milhares de pessoas ficaram desabrigadas, com 16 mortos na Bahia e 30 em Minas Gerais.[124]
- 8 de dezembro - Um acidente do Mil Mi-17 da Força Aérea Indiana matou 14 pessoas.[125][126]
- 14 de dezembro - A Explosão de caminhão-tanque em Cap-Haïtien,[127] a capital de Nord. Pelo menos 75 pessoas morreram e mais de 100 ficaram feridas.[128]
- 16 de dezembro - Supertufão Rai atinge as Filipinas matando 408 pessoas. O ciclone tropical foi considerado o mais mortal do ano.[129]
- 17 de dezembro - Depressão tropical 29W, um ciclone tropical fraco, porém mortal, atingiu a costa leste da Península da Malásia. As enchentes resultantes, que afetaram oito estados em todo o país, deixaram pelo menos 48 mortos e 5 desaparecidos. Em sua extensão máxima, causou o deslocamento de mais de 71.000 residentes.[130]